# حزازيات يشعورية
الحزازيات اليشعورية (الاسم العلمي: Polytrichopsida) هي طائفة من النباتات تتبع شعبة النباتات الطحلبية.

## رتب
- اليشعوريات